# Dirty Deeds Done Dirt Cheap
Dirty Deeds Done Dirt Cheap (en español: Actos Sucios Se Hacen Muy Baratos), es el tercer álbum de estudio de la banda de hard rock, AC/DC, lanzado internacionalmente el 12 de diciembre de 1976 en Europa y el 2 de abril de 1981 en Estados Unidos. A la fecha ha vendido alrededor de seis millones de copias en todo el mundo. De este álbum destacan las canciones "Dirty Deeds Done Dirt Cheap", 
"Problem Child", "Ride On" y "Jailbreak". [cita requerida] La portada del álbum es obra de Hipgnosis.

## Lista de canciones

### Versión australiana
| Lado A |                                                    |                   |          |  |
| N.º    | Título                                             | Escritor(es)      | Duración |  |
| 1.     | «Dirty Deeds Done Dirt Cheap»                      | Scott/Young/Young | 4:11     |  |
| 2.     | «Ain't no fun (Waiting Round To Be A Millionaire)» | Scott/Young/Young | 7:32     |  |
| 3.     | «There's Gonna Be Some Rockin'»                    | Scott/Young/Young | 3:20     |  |
| 4.     | «Problem Child»                                    | Scott/Young/Young | 5:47     |  |

| Lado B |                          |                   |          |  |
| N.º    | Título                   | Escritor(es)      | Duración |  |
| 5.     | «Squealer»               | Scott/Young/Young | 5:15     |  |
| 6.     | «Big Balls»              | Scott/Young/Young | 2:40     |  |
| 7.     | «R.I.P. (Rock In Peace)» | Scott/Young/Young | 3:36     |  |
| 8.     | «Ride On»                | Scott/Young/Young | 5:54     |  |
| 9.     | «Jailbreak»              | Scott/Young/Young | 4:40     |  |

### Versión internacional
| Lado A |                                         |                   |          |  |
| N.º    | Título                                  | Escritor(es)      | Duración |  |
| 1.     | «Dirty Deeds Done Dirt Cheap» (Editada) | Scott/Young/Young | 3:53     |  |
| 2.     | «Love at First Feel»                    | Scott/Young/Young | 3:11     |  |
| 3.     | «Big Balls»                             | Scott/Young/Young | 2:40     |  |
| 4.     | «Rocker» (Editada)                      | Scott/Young/Young | 2:52     |  |
| 5.     | «Problem Child»                         | Scott/Young/Young | 5:47     |  |

| Lado B |                                                              |                   |          |  |
| N.º    | Título                                                       | Escritor(es)      | Duración |  |
| 6.     | «There's Gonna Be Some Rockin'»                              | Scott/Young/Young | 3:20     |  |
| 7.     | «Ain't no fun (Waiting Round To Be A Millionaire)» (Editada) | Scott/Young/Young | 7:00     |  |
| 8.     | «Ride On»                                                    | Scott/Young/Young | 5:50     |  |
| 9.     | «Squealer»                                                   | Scott/Young/Young | 5:20     |  |

## Banda
- Bon Scott- vocalista
- Angus Young - guitarra líder
- Malcolm Young - guitarra rítmica, coros
- Mark Evans - bajo, coros
- Phil Rudd - batería